# Maadhoo (Kaafu)
Pour les articles homonymes, voir Maadhoo.
Maadhoo est une petite île inhabitée des Maldives. Elle fut anciennement la plus large et la plus peuplée des îles de l'atoll Malé Sud, mais elle est désormais largement érodée. C'est maintenant  une des îles-hôtel des Maldives en accueillant le OZEN by Atmosphere.

## Géographie
Maadhoo est située dans le centre des Maldives, au Sud-Est de l'atoll Malé Sud, dans la subdivision de Kaafu. 